# St. George's (Newfoundland en Labrador)
St. George's is een gemeente (town) in de Canadese provincie Newfoundland en Labrador. De gemeente ligt aan de gelijknamige baai aan de westkust van het eiland Newfoundland.

## Geografie
St. George's ligt aan het meest oostelijke gedeelte van St. George's Bay, de grootste baai aan de westkust van Newfoundland. De gemeente ligt ten zuidwesten van het St. George's-estuarium en kijkt in het noorden uit over het eiland Sandy Point. De oostgrens van het gemeentelijke grondgebied wordt gevormd door de rivier Little Barachois Brook.
De gemeente is bereikbaar via provinciale route 461. Aangrenzende plaatsen zijn Barachois Brook in het noordoosten en Flat Bay in het zuidwesten.

## Geschiedenis
Nadat Sandy Point in 1960 een eiland werd, besloten de inwoners ervan om te hervestigen. Het merendeel van hen verhuisde naar St. George's.

## Demografie
Demografisch gezien is St. George's, net zoals de meeste kleine gemeenten in de provincie, aan het krimpen. Tussen 1991 en 2021 daalde de bevolkingsomvang van 1.678 naar 1.139. Dat komt neer op een daling van 539 inwoners (-32,1%) in dertig jaar tijd.
| Demografische ontwikkeling van St. George's tussen 1991 en 2021 |
| --------------------------------------------------------------- |
|                                                                 |
| Bron: Statistics Canada (1991–1996, 2001–2006, 2011–2016, 2021) |

### Taal
In 2021 hadden vrijwel alle inwoners van St. George's het Engels als moedertaal en was iedereen er die taal machtig. Hoewel slechts vijf mensen (0,4%) het Frans als moedertaal hadden, waren er 20 mensen die die andere Canadese landstaal konden spreken (1,8%). Vrijwel niemand was anno 2021 een andere taal dan het Engels of Frans machtig.

## Gezondheidszorg
Gezondheidszorg wordt in de gemeente aangeboden door de St. George's Medical Clinic. Deze lokale zorginstelling valt sinds april 2023 onder de bevoegdheid van de eengemaakte Newfoundland and Labrador Health Services (voordien onder die van de gezondheidsautoriteit Western Health). Ze biedt de inwoners van St. George's en omgeving alledaagse eerstelijnszorg en gemeenschapsgezondheidsverpleegkunde (community health nursing) aan.

## Galerij

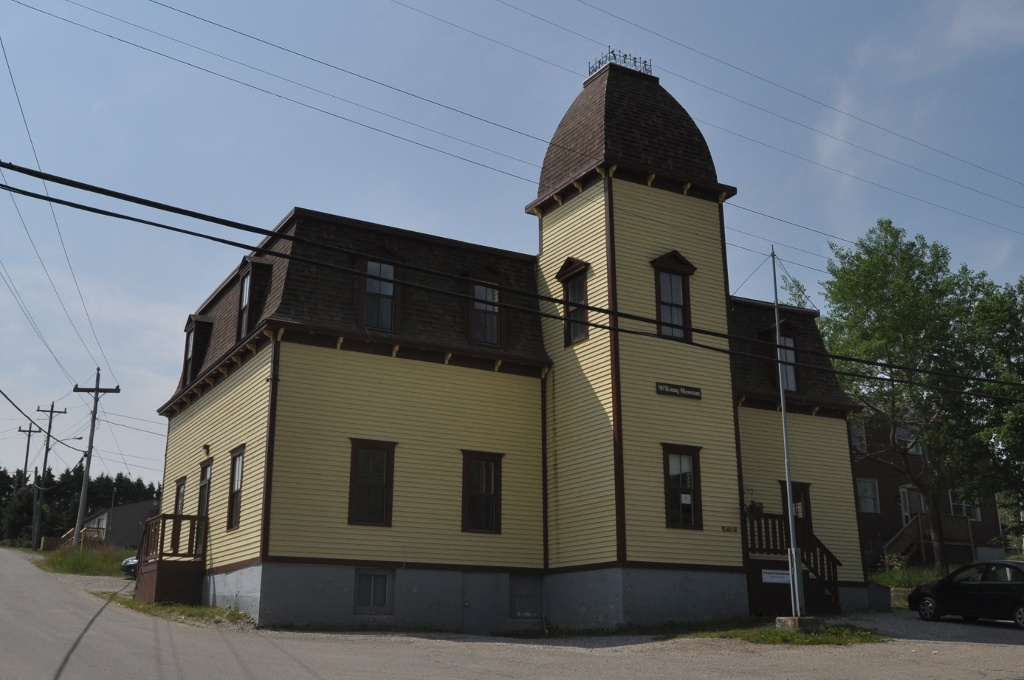
Gerechtsgebouw uit 1901
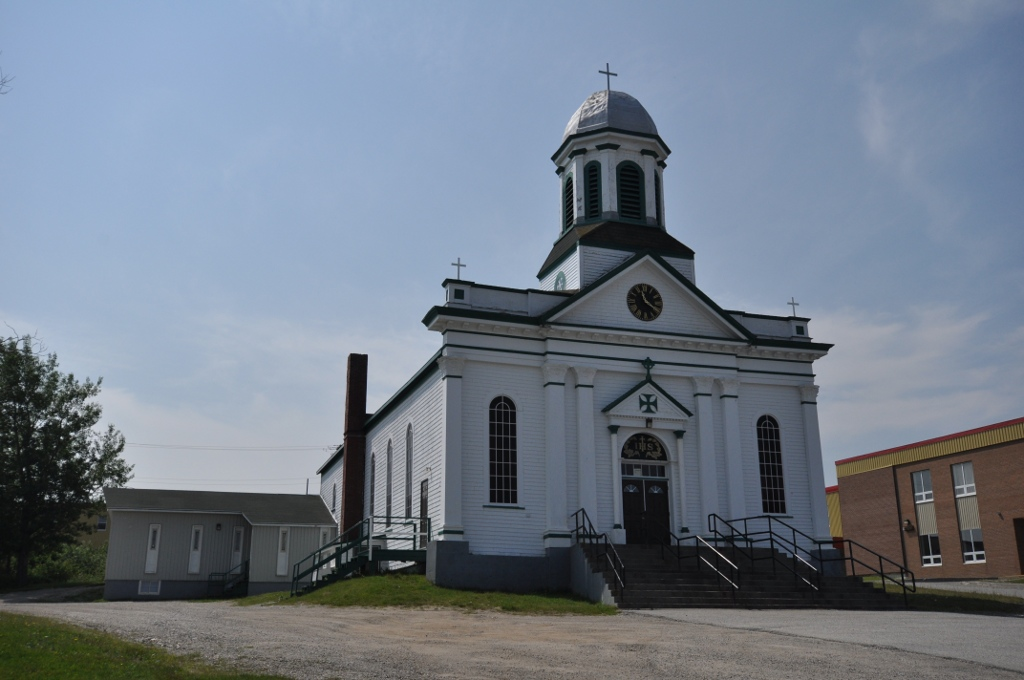
Rooms-katholieke kerk van St. George's